# Julgamento de Paris (vinho)
A Prova de Vinhos de Paris de 1976, também conhecida como Julgamento de Paris, foi uma competição de vinhos organizada em Paris em 24 de maio de 1976 por Steven Spurrier, um comerciante de vinhos britânico e sua colega, Patricia Gallagher, na qual juízes franceses realizaram duas degustações cegas. Comparações: uma de Chardonnays de primeira qualidade e outra de vinhos tintos (vinhos Bordeaux da França e vinhos Cabernet Sauvignon de Napa, Califórnia). Um vinho de Napa com a melhor classificação em cada categoria, o que causou surpresa, já que a França era geralmente considerada o principal produtor dos melhores vinhos do mundo. Spurrier vendia apenas vinho francês e acreditava que os vinhos da Califórnia não venceriam.
O nome informal do evento "Julgamento de Paris" é uma alusão ao antigo mito grego.

## Os vinhos

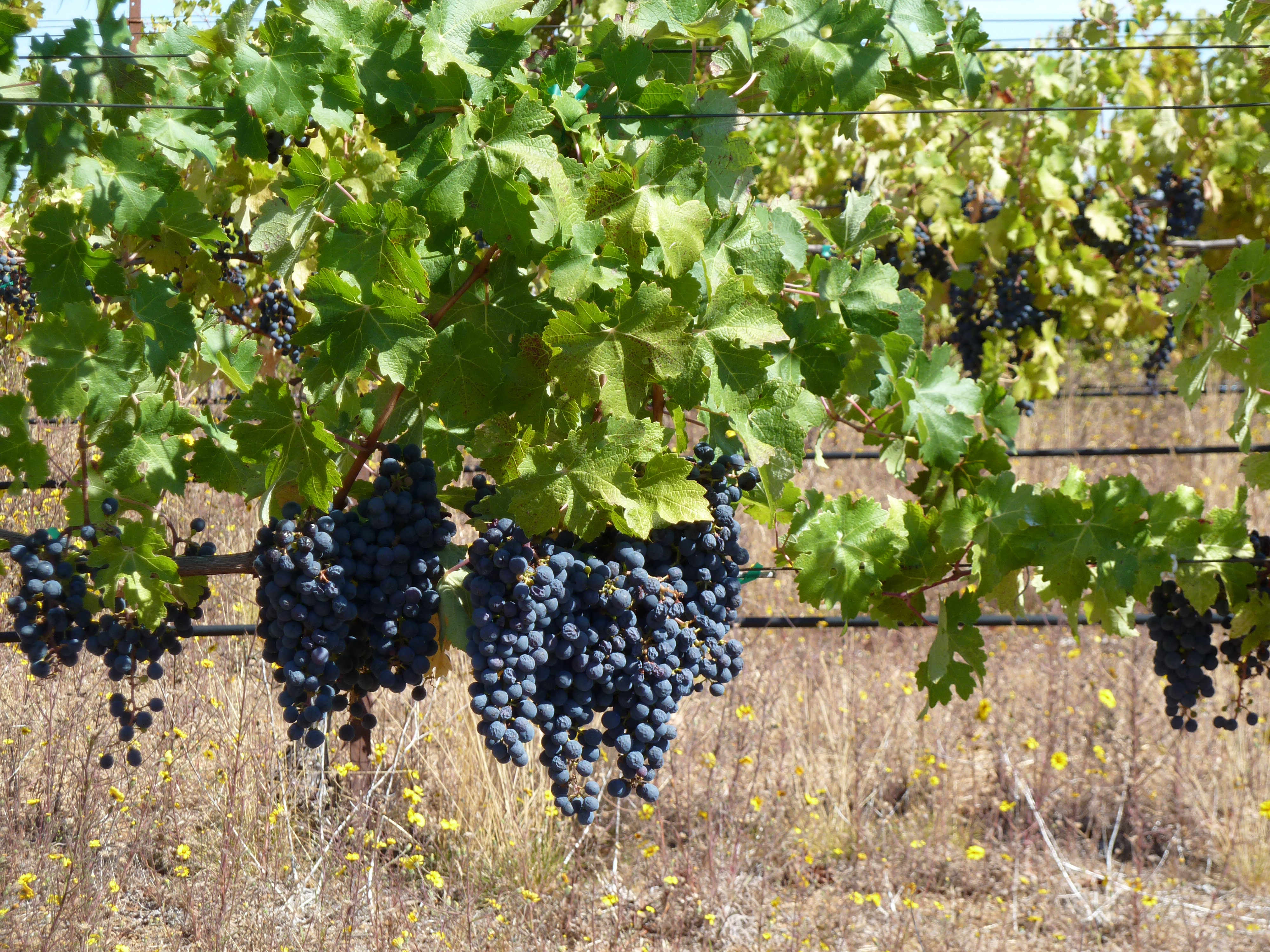
Uvas Cabernet Sauvignon do vinhedo Monte Bello de Ridge

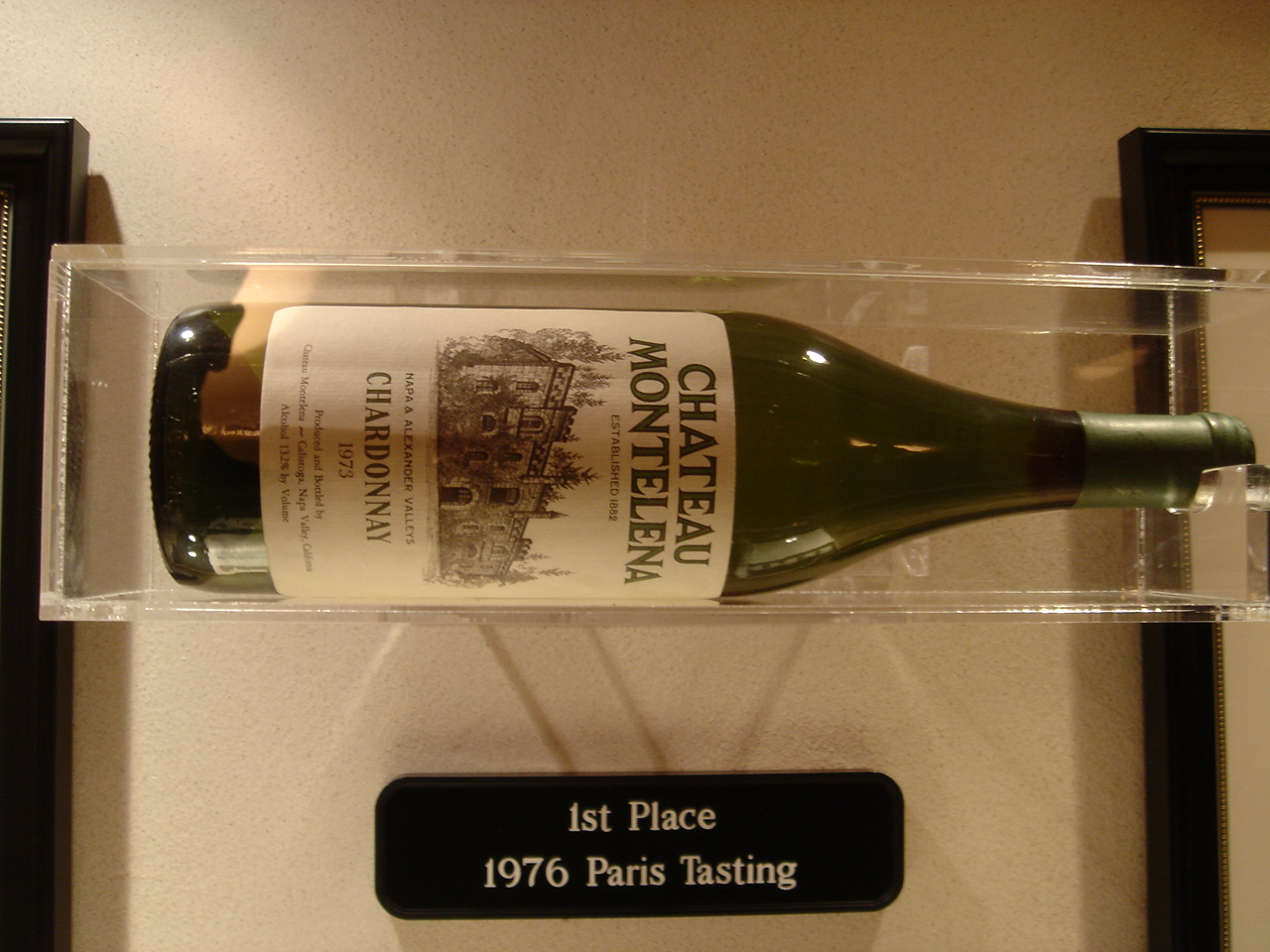
Uma garrafa de Chateau Montelena Chardonnay 1973 que venceu a competição de vinhos brancos

Vinhos tintos
| Califórnia Cabernet Sauvignon        | Vintage | Bordéus                    | Vintage |
| ------------------------------------ | ------- | -------------------------- | ------- |
| Adegas Stag's Leap                   | 1973    | Château Mouton-Rothschild  | 1970    |
| Ridge Vineyards Monte Bello          | 1971    | Château Montrose           | 1970    |
| Heitz Wine Cellars Martha's Vineyard | 1970    | Château Haut-Brion         | 1970    |
| Vinícola Clos Du Val                 | 1972    | Château Leoville Las Cases | 1971    |
| Vinhedos Mayacamas                   | 1971    |                            |         |
| Vinícola Freemark Abbey              | 1969    |                            |         |

Vinhos brancos
| Califórnia Chardonnay   | Vintage | Borgonha                                         | Vintage |
| ----------------------- | ------- | ------------------------------------------------ | ------- |
| Château Montelena       | 1973    | Meursault Charmes Roulot                         | 1973    |
| Vinhedo Chalone         | 1974    | Beaune Clos des Mouches Joseph Drouhin           | 1973    |
| Vinhedo Spring Mountain | 1973    | Batard-Montrachet Ramonet-Prudhon                | 1973    |
| Vinícola Freemark Abbey | 1972    | Puligny-Montrachet Les Pucelles Domaine Leflaive | 1972    |
| Vinhas de Veedercrest   | 1972    |                                                  |         |
| Vinícola David Bruce    | 1973    |                                                  |         |

## Os jurados

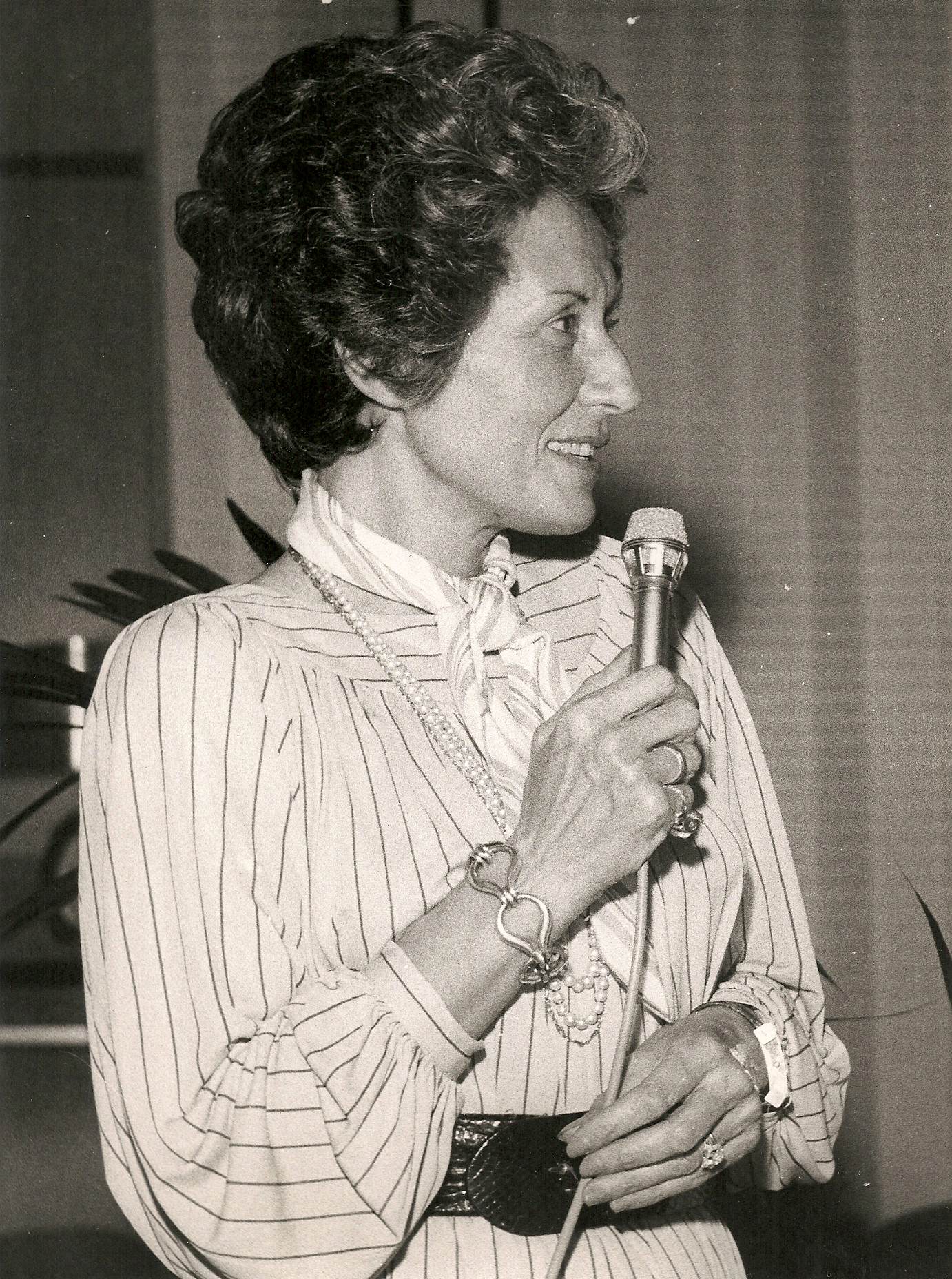
Quando os resultados foram anunciados, a juíza francesa Odette Kahn exigiu sua cédula de volta e mais tarde criticou a degustação de Paris

Os onze juízes foram (em ordem alfabética):
- Pierre Brejoux (francês) do Appellation d'Origine Controlee Board
- Claude Dubois-Millot (Francês) (Substituto de Christian Millau )
- Michel Dovaz (francês) do Wine Institute of France
- Patricia Gallagher (americana) da l'Academie du Vin.
- Odette Kahn (francesa) Editora de La Revue du vin de France
- Raymond Oliver (francês) do restaurante Le Grand Véfour
- Steven Spurrier (britânico) Fundador da L'Academie du Vin
- Pierre Tari (francês) do Chateau Giscours
- Christian Vannequé (francês) o sommelier do Tour D'Argent
- Aubert de Villaine (francês) do Domaine de la Romanée-Conti
- Jean-Claude Vrinat (francês) do Restaurante Taillevent

## Método
A degustação às cegas foi realizada e os juízes foram solicitados a classificar cada vinho em 20 pontos. Nenhuma estrutura de classificação específica foi fornecida, deixando os juízes livres para classificar de acordo com seus próprios critérios.
As classificações dos vinhos preferidos pelos juízes individuais foram baseadas nas notas que eles atribuíram individualmente.
Também foi estabelecida uma classificação geral dos vinhos preferidos pelo júri, calculando-se a média da soma das notas individuais de cada juiz ( média aritmética ). No entanto, as notas de Patricia Gallagher e Steven Spurrier não foram levadas em consideração, contando apenas notas de juízes franceses.

## Os resultados

### Vinhos brancos
California Chardonnays vs. Burgundy Chardonnays
Resultados oficiais do júri:
| Rank | Grade | Vinho                                            | Vintage | Origem |
| ---- | ----- | ------------------------------------------------ | ------- | ------ |
| 1.   | 132   | Chateau Montelena                                | 1973    | USA    |
| 2.   | 126.5 | Meursault Charmes Roulot                         | 1973    | France |
| 3.   | 121   | Chalone Vineyard                                 | 1974    | USA    |
| 4.   | 104   | Spring Mountain Vineyard                         | 1973    | USA    |
| 5.   | 101   | Beaune Clos des Mouches Joseph Drouhin           | 1973    | France |
| 6.   | 100   | Freemark Abbey Winery                            | 1972    | USA    |
| 7.   | 94    | Batard-Montrachet Ramonet-Prudhon                | 1973    | France |
| 8.   | 89    | Puligny-Montrachet Les Pucelles Domaine Leflaive | 1972    | France |
| 9.   | 88    | Veedercrest Vineyards                            | 1972    | USA    |
| 10.  | 42    | David Bruce Winery                               | 1973    | USA    |

### Vinhos tintos
Califórnia Cabernet Sauvignon x Bordeaux
Resultados oficiais do júri:
| Rank | Grade | Vinho                                | Vintage | Origem |
| ---- | ----- | ------------------------------------ | ------- | ------ |
| 1.   | 127.5 | Stag's Leap Wine Cellars             | 1973    | USA    |
| 2.   | 126   | Château Mouton-Rothschild            | 1970    | France |
| 3.   | 125.5 | Château Haut-Brion                   | 1970    | France |
| 4.   | 122   | Château Montrose                     | 1970    | France |
| 5.   | 105.5 | Ridge Vineyards Monte Bello          | 1971    | USA    |
| 6.   | 97    | Château Leoville Las Cases           | 1971    | France |
| 7.   | 89.5  | Mayacamas Vineyards                  | 1971    | USA    |
| 8.   | 87.5  | Clos Du Val Winery                   | 1972    | USA    |
| 9.   | 84.5  | Heitz Wine Cellars Martha's Vineyard | 1970    | USA    |
| 10.  | 78    | Freemark Abbey Winery                | 1969    | USA    |

Notas originais médias: de 20 pontos.
| Rank | Grade | Vinho                                | Vintage | Origem |
| ---- | ----- | ------------------------------------ | ------- | ------ |
| 1.   | 14.14 | Stag's Leap Wine Cellars             | 1973    | USA    |
| 2.   | 14.09 | Château Mouton-Rothschild            | 1970    | France |
| 3.   | 13.64 | Château Montrose                     | 1970    | France |
| 4.   | 13.23 | Château Haut-Brion                   | 1970    | France |
| 5.   | 12.14 | Ridge Vineyards Monte Bello          | 1971    | USA    |
| 6.   | 11.18 | Château Leoville Las Cases           | 1971    | France |
| 7.   | 10.36 | Heitz Wine Cellars Martha's Vineyard | 1970    | USA    |
| 8.   | 10.14 | Clos Du Val Winery                   | 1972    | USA    |
| 9.   | 9.95  | Mayacamas Vineyards                  | 1971    | USA    |
| 10.  | 9.45  | Freemark Abbey Winery                | 1969    | USA    |

#### Discriminação pelo juiz
As notas originais (de 20 pontos) são apresentadas, em ordem alfabética por juiz.

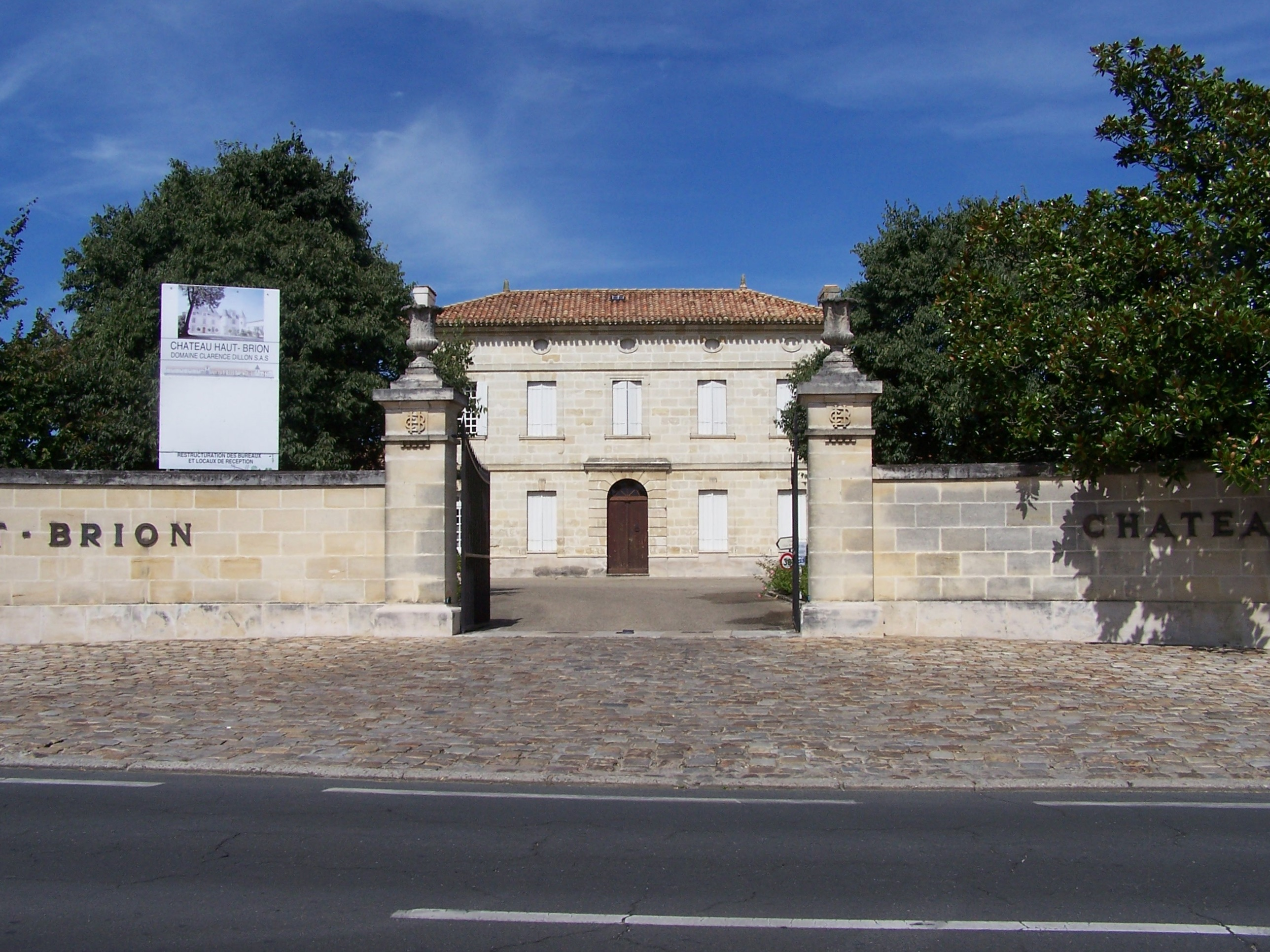
O Château Haut-Brion foi a seleção de vinhos tintos de maior classificação do juiz Pierre Brejoux

Pierre Brejoux Notas originais: de 20 pontos.
| Rank | Grade | Vinho                                | Vintage | Origem |
| ---- | ----- | ------------------------------------ | ------- | ------ |
| 1.   | 17    | Château Haut-Brion                   | 1970    | France |
| 2.   | 16    | Château Mouton-Rothschild            | 1970    | France |
| 3.   | 14    | Stag's Leap Wine Cellars             | 1973    | USA    |
| 3.   | 14    | Clos Du Val Winery                   | 1972    | USA    |
| 5.   | 13    | Ridge Vineyards Monte Bello          | 1971    | USA    |
| 6.   | 12    | Château Montrose                     | 1970    | France |
| 6.   | 12    | Heitz Wine Cellars Martha's Vineyard | 1970    | USA    |
| 8.   | 10    | Château Leoville Las Cases           | 1971    | France |
| 9.   | 7     | Mayacamas Vineyards                  | 1971    | USA    |
| 10.  | 5     | Freemark Abbey Winery                | 1969    | USA    |

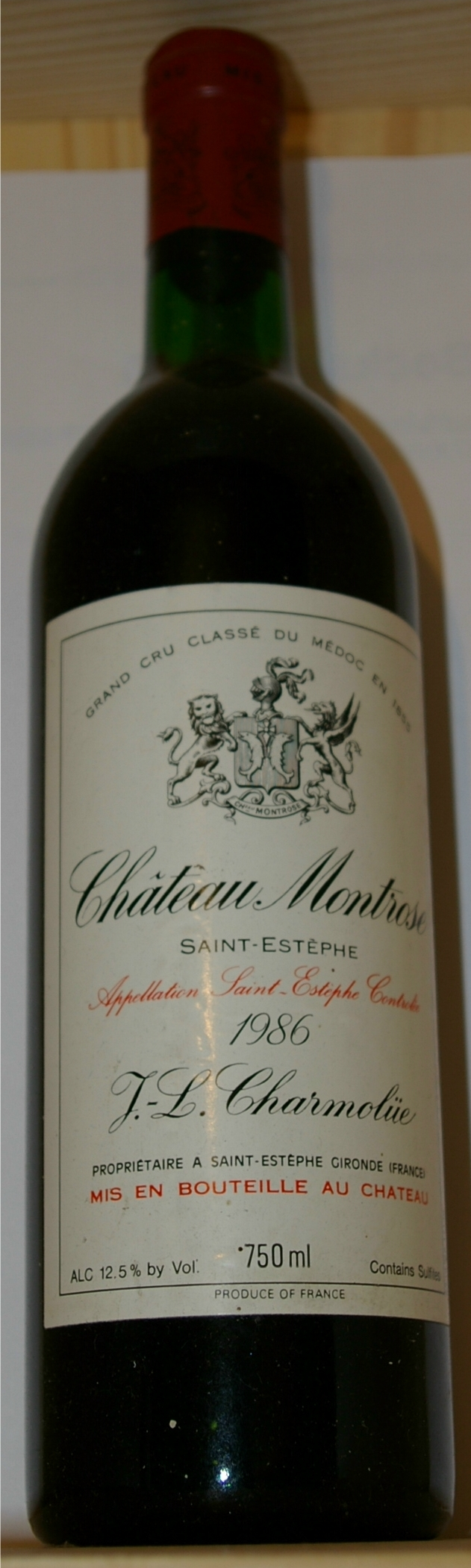
O Château Montrose foi o vinho tinto de maior classificação do juiz Claude Dubois-Millot

Claude Dubois-Millot Notas originais: de 20 pontos.
| Rank | Grade | Vinho                                | Vintage | Origem |
| ---- | ----- | ------------------------------------ | ------- | ------ |
| 1.   | 17    | Château Montrose                     | 1970    | France |
| 2.   | 16    | Château Mouton-Rothschild            | 1970    | France |
| 2.   | 16    | Stag's Leap Wine Cellars             | 1973    | USA    |
| 4.   | 13.5  | Château Haut-Brion                   | 1970    | France |
| 5.   | 11    | Château Leoville Las Cases           | 1971    | France |
| 6.   | 9.5   | Mayacamas Vineyards                  | 1971    | USA    |
| 7.   | 9     | Freemark Abbey Winery                | 1969    | USA    |
| 7.   | 9     | Clos Du Val Winery                   | 1972    | USA    |
| 9.   | 8     | Heitz Wine Cellars Martha's Vineyard | 1970    | USA    |
| 10.  | 7     | Ridge Vineyards Monte Bello          | 1971    | USA    |

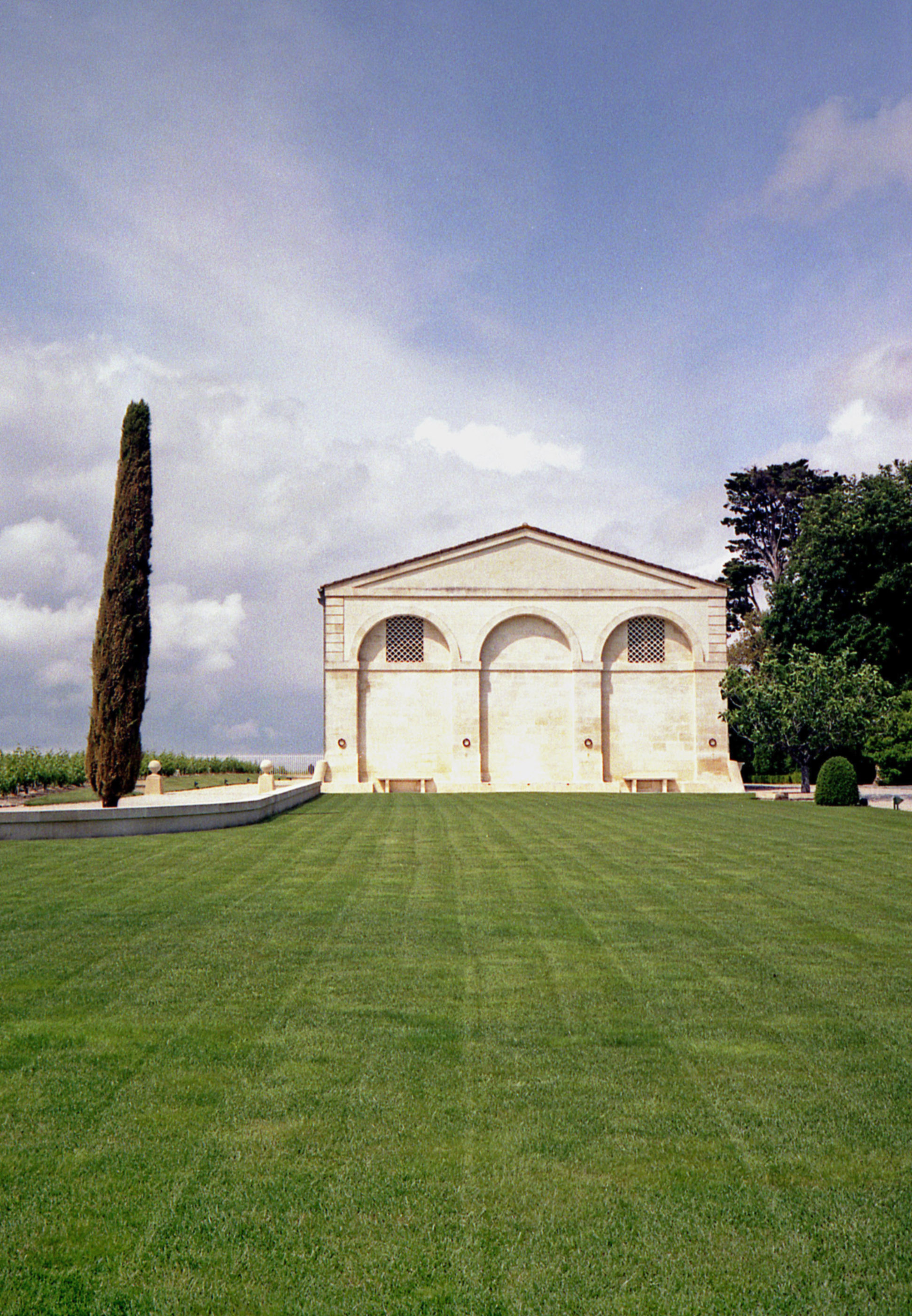
Chateau Mouton Rothschild foi o vinho tinto com a classificação mais alta do juiz Michel Dovaz

Michel Dovaz Notas originais: de 20 pontos.
| Rank | Grade | Vinho                                | Vintage | Origem |
| ---- | ----- | ------------------------------------ | ------- | ------ |
| 1.   | 15    | Château Mouton-Rothschild            | 1970    | France |
| 1.   | 15    | Freemark Abbey Winery                | 1969    | USA    |
| 3.   | 12    | Château Haut-Brion                   | 1970    | France |
| 3.   | 12    | Ridge Vineyards Monte Bello          | 1971    | USA    |
| 5.   | 11    | Château Montrose                     | 1970    | France |
| 5.   | 11    | Heitz Wine Cellars Martha's Vineyard | 1970    | USA    |
| 5.   | 11    | Clos Du Val Winery                   | 1972    | USA    |
| 8.   | 10    | Château Leoville Las Cases           | 1971    | France |
| 8.   | 10    | Stag's Leap Wine Cellars             | 1973    | USA    |
| 10.  | 8     | Mayacamas Vineyards                  | 1971    | USA    |

Patricia Gallagher Notas originais: de 20 pontos.
| Rank | Grade | Vinho                                | Vintage | Origem |
| ---- | ----- | ------------------------------------ | ------- | ------ |
| 1.   | 17    | Heitz Wine Cellars Martha's Vineyard | 1970    | USA    |
| 2.   | 16    | Ridge Vineyards Monte Bello          | 1971    | USA    |
| 3.   | 15    | Château Mouton-Rothschild            | 1970    | France |
| 3.   | 15    | Freemark Abbey Winery                | 1969    | USA    |
| 5.   | 14    | Château Leoville Las Cases           | 1971    | France |
| 5.   | 14    | Château Montrose                     | 1970    | France |
| 5.   | 14    | Stag's Leap Wine Cellars             | 1973    | USA    |
| 8.   | 13    | Clos Du Val Winery                   | 1972    | USA    |
| 9.   | 12    | Château Haut-Brion                   | 1970    | France |
| 10.  | 9     | Mayacamas Vineyards                  | 1971    | USA    |

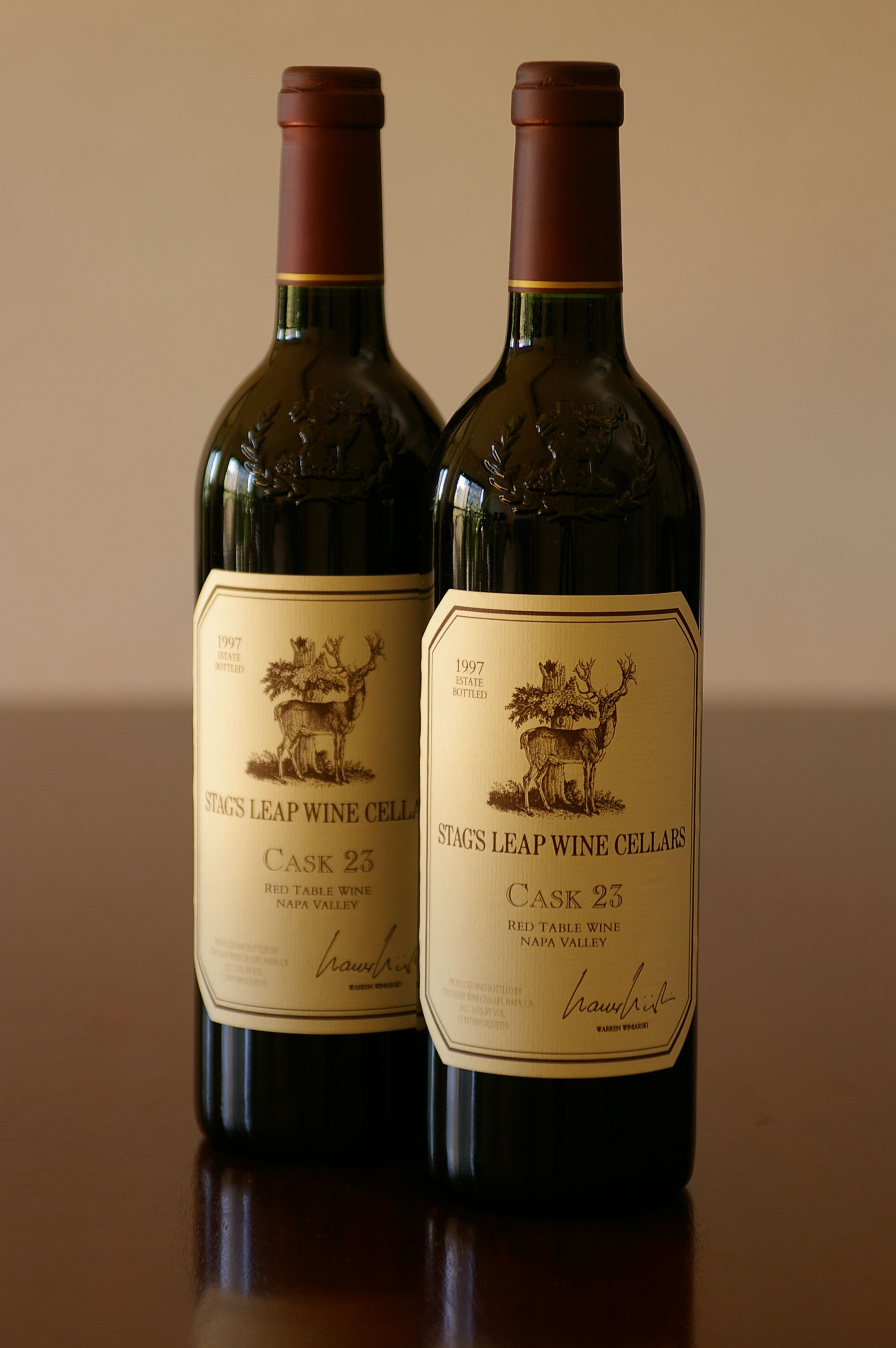
Stag's Leap Wine Cellars foi o vinho tinto com a classificação mais alta da juíza Odette Kahn

Odette Kahn Notas originais: de 20 pontos.
| Rank | Grade | Vinho                                | Vintage | Origem |
| ---- | ----- | ------------------------------------ | ------- | ------ |
| 1.   | 15    | Stag's Leap Wine Cellars             | 1973    | USA    |
| 2.   | 13    | Mayacamas Vineyards                  | 1971    | USA    |
| 3.   | 12    | Château Mouton-Rothschild            | 1970    | France |
| 3.   | 12    | Château Montrose                     | 1970    | France |
| 3.   | 12    | Château Leoville Las Cases           | 1971    | France |
| 3.   | 12    | Château Haut-Brion                   | 1970    | France |
| 7.   | 7     | Ridge Vineyards Monte Bello          | 1971    | USA    |
| 8.   | 5     | Freemark Abbey Winery                | 1969    | USA    |
| 9.   | 2     | Heitz Wine Cellars Martha's Vineyard | 1970    | USA    |
| 9.   | 2     | Clos Du Val Winery                   | 1972    | USA    |

Raymond Oliver Notas originais: de 20 pontos.
| Rank | Grade | Vinho                                | Vintage | Origem |
| ---- | ----- | ------------------------------------ | ------- | ------ |
| 1.   | 14    | Château Montrose                     | 1970    | France |
| 1.   | 14    | Mayacamas Vineyards                  | 1971    | USA    |
| 1.   | 14    | Stag's Leap Wine Cellars             | 1973    | USA    |
| 4.   | 12    | Château Mouton-Rothschild            | 1970    | France |
| 4.   | 12    | Château Leoville Las Cases           | 1971    | France |
| 4.   | 12    | Ridge Vineyards Monte Bello          | 1971    | USA    |
| 7.   | 10    | Château Haut-Brion                   | 1970    | France |
| 7.   | 10    | Clos Du Val Winery                   | 1972    | USA    |
| 7.   | 10    | Heitz Wine Cellars Martha's Vineyard | 1970    | USA    |
| 10.  | 8     | Freemark Abbey Winery                | 1969    | USA    |

Steven Spurrier Notas originais: de 20 pontos.
| Rank | Grade | Wine                                 | Vintage | Origin |
| ---- | ----- | ------------------------------------ | ------- | ------ |
| 1.   | 14    | Château Montrose                     | 1970    | France |
| 1.   | 14    | Château Mouton-Rothschild            | 1970    | France |
| 1.   | 14    | Stag's Leap Wine Cellars             | 1973    | USA    |
| 1.   | 14    | Ridge Vineyards Monte Bello          | 1971    | USA    |
| 5.   | 13    | Heitz Wine Cellars Martha's Vineyard | 1970    | USA    |
| 5.   | 13    | Freemark Abbey Winery                | 1969    | USA    |
| 7.   | 12    | Château Leoville Las Cases           | 1971    | France |
| 8.   | 11    | Clos Du Val Winery                   | 1972    | USA    |
| 9.   | 9     | Mayacamas Vineyards                  | 1971    | USA    |
| 10.  | 8     | Château Haut-Brion                   | 1970    | France |

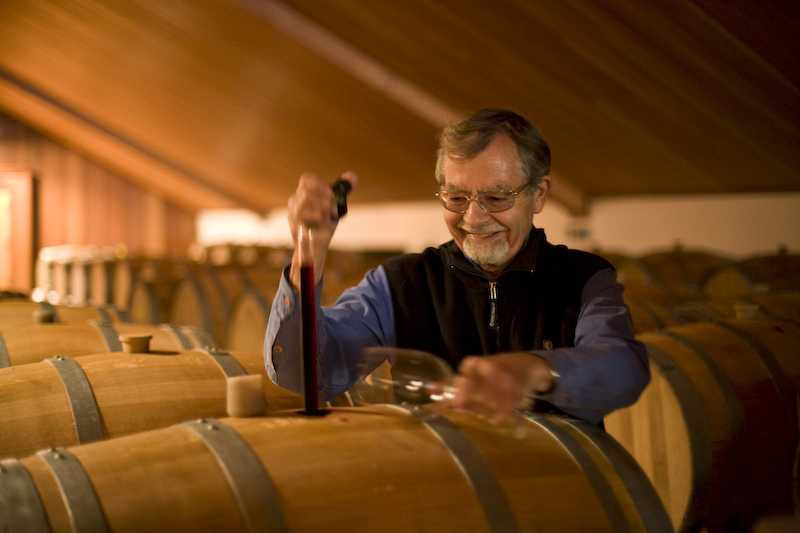
Paul Draper foi o enólogo que criou o vinho Ridge Monte Bello, que foi o tinto mais bem avaliado pelo juiz Pierre Tari

Pierre Tari Notas originais: de 20 pontos.
| Rank | Grade | Vinho                                | Vintage | Origem |
| ---- | ----- | ------------------------------------ | ------- | ------ |
| 1.   | 17    | Ridge Vineyards Monte Bello          | 1971    | USA    |
| 2.   | 15    | Heitz Wine Cellars Martha's Vineyard | 1970    | USA    |
| 3.   | 14    | Château Montrose                     | 1970    | France |
| 3.   | 14    | Château Haut-Brion                   | 1970    | France |
| 3.   | 14    | Freemark Abbey Winery                | 1969    | USA    |
| 6.   | 13    | Clos Du Val Winery                   | 1972    | USA    |
| 6.   | 13    | Stag's Leap Wine Cellars             | 1973    | USA    |
| 8.   | 12    | Château Leoville Las Cases           | 1971    | France |
| 8.   | 12    | Mayacamas Vineyards                  | 1971    | USA    |
| 10.  | 11    | Château Mouton-Rothschild            | 1970    | France |

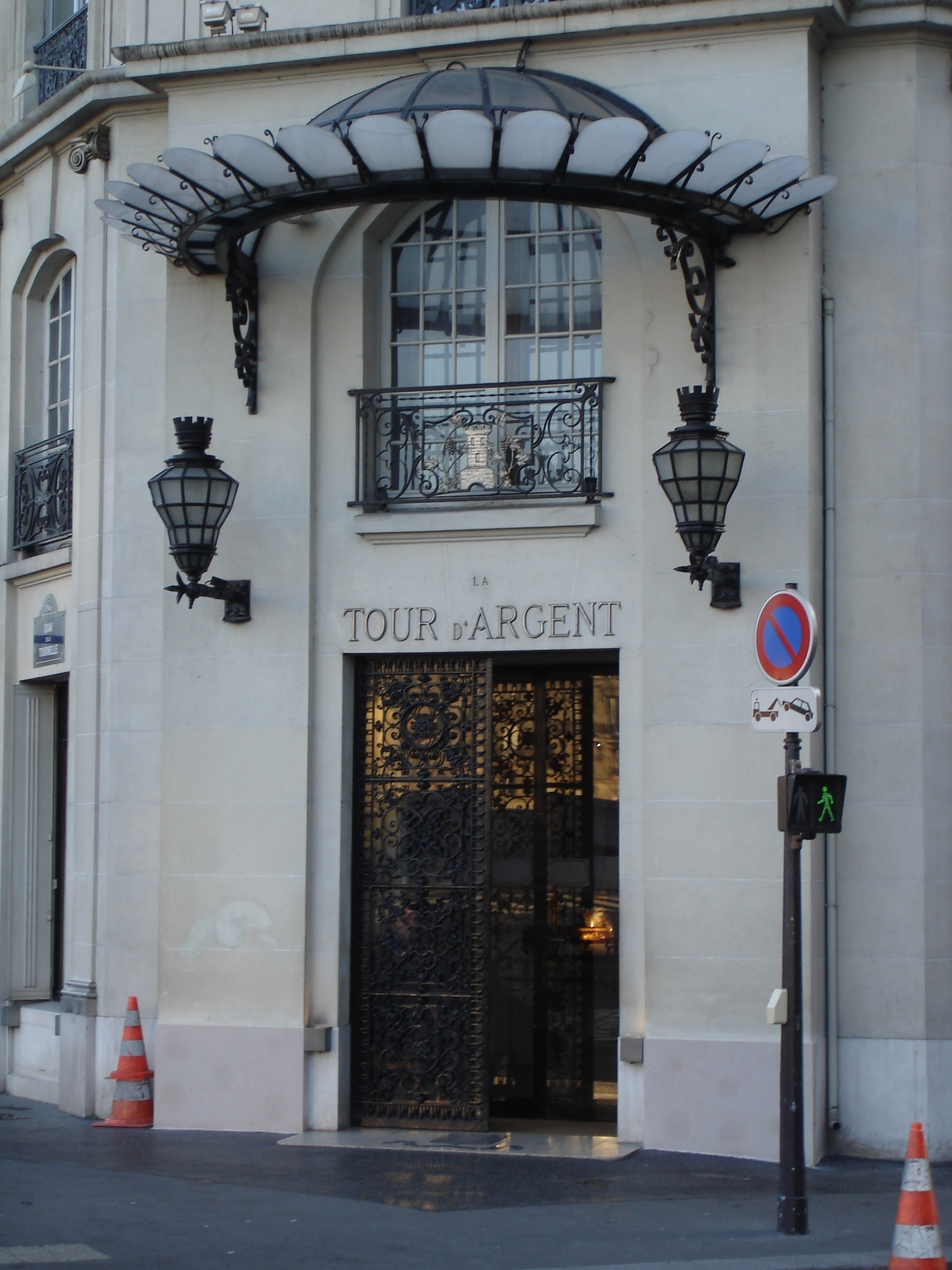
O juiz Christian Vanneque era sommelier chefe do restaurante parisiense La Tour d'Argent quando participou da degustação

Christian Vanneque Notas originais: de 20 pontos.
| Rank | Grade | Vinho                                | Vintage | Origem |
| ---- | ----- | ------------------------------------ | ------- | ------ |
| 1.   | 17    | Château Haut-Brion                   | 1970    | France |
| 2.   | 16.5  | Clos Du Val Winery                   | 1972    | USA    |
| 2.   | 16.5  | Stag's Leap Wine Cellars             | 1973    | USA    |
| 4.   | 16    | Château Mouton-Rothschild            | 1970    | France |
| 5.   | 15.5  | Ridge Vineyards Monte Bello          | 1971    | USA    |
| 6.   | 11    | Château Montrose                     | 1970    | France |
| 7.   | 10    | Heitz Wine Cellars Martha's Vineyard | 1970    | USA    |
| 8.   | 8     | Château Leoville Las Cases           | 1971    | France |
| 9.   | 6     | Freemark Abbey Winery                | 1969    | USA    |
| 10.  | 3     | Mayacamas Vineyards                  | 1971    | USA    |

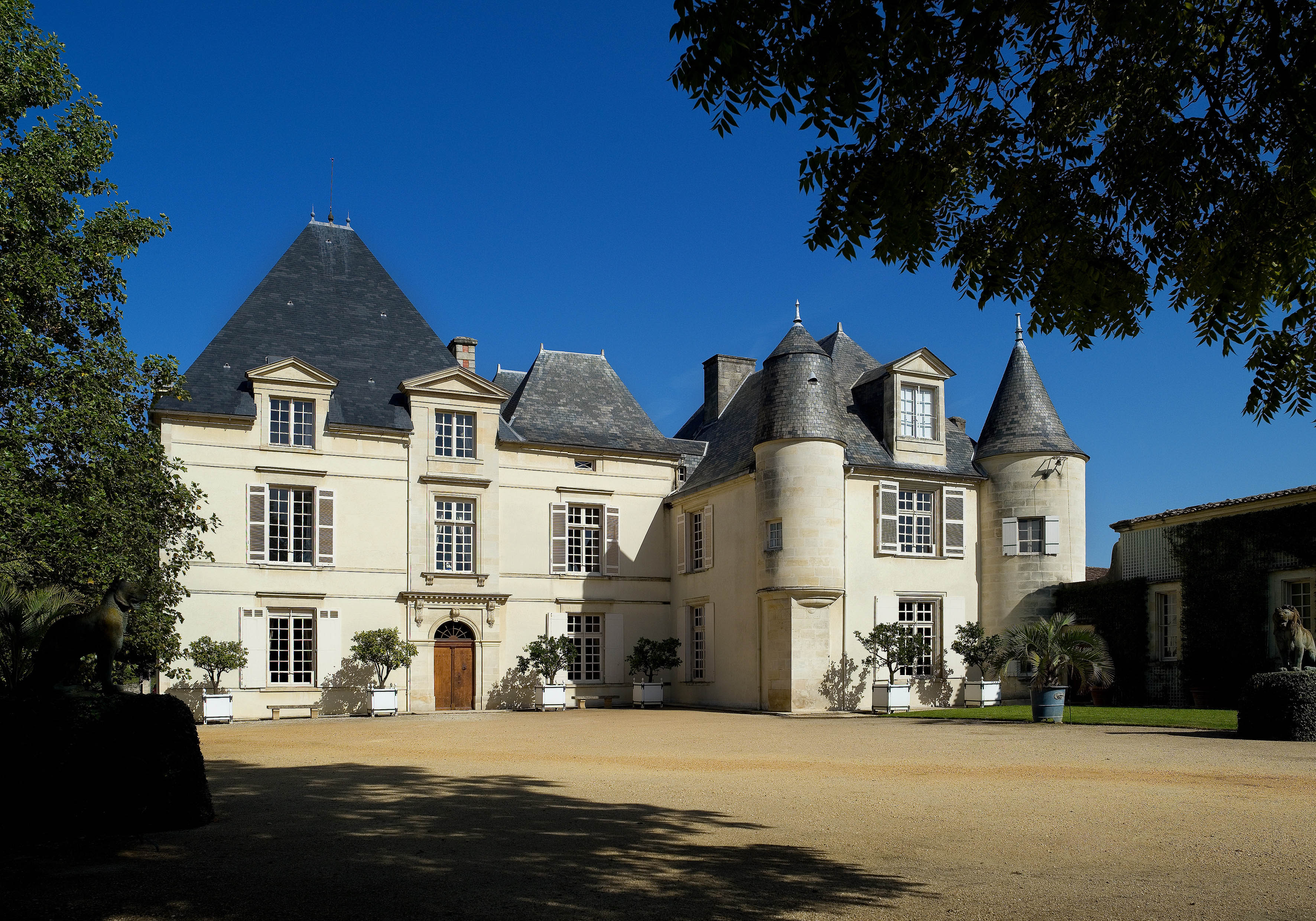
Château Haut-Brion foi o segundo tinto mais alto do juiz Aubert de Villaine, depois de Chateau Montrose

Aubert de Villaine Notas originais: de 20 pontos.
| Rank | Grade | Vinho                                | Vintage | Origem |
| ---- | ----- | ------------------------------------ | ------- | ------ |
| 1.   | 16    | Château Montrose                     | 1970    | France |
| 2.   | 15    | Château Haut-Brion                   | 1970    | France |
| 2.   | 15    | Stag's Leap Wine Cellars             | 1973    | USA    |
| 4.   | 14    | Château Mouton-Rothschild            | 1970    | France |
| 5.   | 12    | Mayacamas Vineyards                  | 1971    | USA    |
| 6.   | 10    | Château Leoville Las Cases           | 1971    | France |
| 7.   | 9     | Ridge Vineyards Monte Bello          | 1971    | USA    |
| 8.   | 7     | Freemark Abbey Winery                | 1969    | USA    |
| 8.   | 7     | Heitz Wine Cellars Martha's Vineyard | 1970    | USA    |
| 10.  | 5     | Clos Du Val Winery                   | 1972    | USA    |

Jean-Claude Vrinat Notas originais: de 20 pontos.
| Rank | Grade | Vinho                                | Vintage | Origem |
| ---- | ----- | ------------------------------------ | ------- | ------ |
| 1.   | 15    | Château Montrose                     | 1970    | France |
| 1.   | 15    | Château Haut-Brion                   | 1970    | France |
| 3.   | 14    | Château Mouton-Rothschild            | 1970    | France |
| 3.   | 14    | Stag's Leap Wine Cellars             | 1973    | USA    |
| 5.   | 13    | Mayacamas Vineyards                  | 1971    | USA    |
| 6.   | 12    | Château Leoville Las Cases           | 1971    | France |
| 7.   | 11    | Ridge Vineyards Monte Bello          | 1971    | USA    |
| 8.   | 9     | Heitz Wine Cellars Martha's Vineyard | 1970    | USA    |
| 9.   | 7     | Freemark Abbey Winery                | 1969    | USA    |
| 9.   | 7     | Clos Du Val Winery                   | 1972    | USA    |

## Implicações na indústria do vinho
Embora Spurrier tenha convidado muitos repórteres para a degustação original de 1976, o único repórter a comparecer foi George M. Taber, da Time, que prontamente revelou os resultados ao mundo. Os líderes horrorizados e enfurecidos da indústria vinícola francesa baniram Spurrier da prestigiada turnê de degustação de vinhos do país por um ano, aparentemente como punição pelos danos que sua degustação causou à sua antiga imagem de superioridade. A degustação não teve cobertura da imprensa francesa, que quase ignorou a história. Depois de quase três meses, Le Figaro publicou um artigo intitulado "Did the war of the cruacontecer?", descrevendo os resultados como "risíveis" e disse que "não podem ser levados a sério". Seis meses após a degustação, Le Monde escreveu um artigo de tom semelhante.
O New York Times relatou que várias degustações anteriores ocorreram nos Estados Unidos, com chardonnays americanos julgados à frente de seus rivais franceses. Uma dessas degustações ocorreu em Nova York apenas seis meses antes da degustação em Paris, mas "os defensores dos vinhos franceses argumentaram que os provadores eram americanos com possível tendência a vinhos americanos. Além disso, disseram eles, sempre havia a possibilidade de que os borgonheses havia sido maltratado durante a longa viagem das vinícolas (francesas). A Prova de Vinhos de Paris de 1976 teve um impacto revolucionário na expansão da produção e prestígio do vinho no Novo Mundo. Também "deu aos franceses um incentivo valioso para revisar tradições que às vezes eram mais acúmulos de hábito e conveniência, e para reexaminar convicções que eram pouco mais que mitos confiados".